# Bupleurum commelynoideum
Bupleurum commelynoideum är en flockblommig växtart som beskrevs av H.Boissieu. Bupleurum commelynoideum ingår i släktet harörter, och familjen flockblommiga växter.

## Underarter
Arten delas in i följande underarter:
- B. c. commelynoideum
- B. c. elatissimum
- B. c. flaviflorum